# New York, New Haven and Hartford Railroad
 (janvier 2022).
Pour les articles homonymes, voir New Haven (homonymie) et NH.
Le New York, New Haven and Hartford Railroad (sigle de l'AAR: NH) était un chemin de fer américain de classe I qui opéra dans le nord-est du pays de 1872 à 1968. Couramment appelé le New Haven, il desservait le Connecticut, l'État de New York, Rhode Island, et le Massachusetts. Ses premières connexions incluaient Boston et New York.
Il est intégré  au Penn Central le 31 décembre 1968.

## Histoire

### Les origines
Le New York, New Haven and Hartford Railroad fut formé le 24 juillet 1872 grâce à la consolidation du New York and New Haven Railroad et du Hartford and New Haven Railroad. Il possédait une ligne principale qui reliait New York, New Haven (Connecticut), Hartford (Connecticut), et Springfield (Massachusetts). Il louait d'autres lignes, dont le Shore Line Railway qui desservait New London (Connecticut). Le New Haven en louant toujours de plus de lignes et de réseaux, finit par constituer un monopole dans la région de la Nouvelle-Angleterre au sud du Boston and Albany Railroad.
Le Hartford and New Haven Railroad, fut la première compagnie à ouvrir une liaison en 1839 entre Hartford et la ville portuaire de New Haven, avec une correspondance par bateau à vapeur vers New York ; en 1844, la ligne atteignait Springfield avec des connexions vers Worcester (Massachusetts) et Boston.
Le New York and New Haven fut créé plus tard. Comme il longeait l'estuaire du Long Island Sound, sa ligne nécessita de nombreux ponts pour franchir les rivières. Il ouvrit en 1848 en utilisant un droit de passage sur le New York and Harlem Railroad (lequel ferait partie plus tard du New York Central Railroad) entre Woodlawn (Bronx) et New York. À partir de 1912, le New Haven utilisa le Grand Central Terminal comme gare terminus à New York.

### Du monopole à la banqueroute

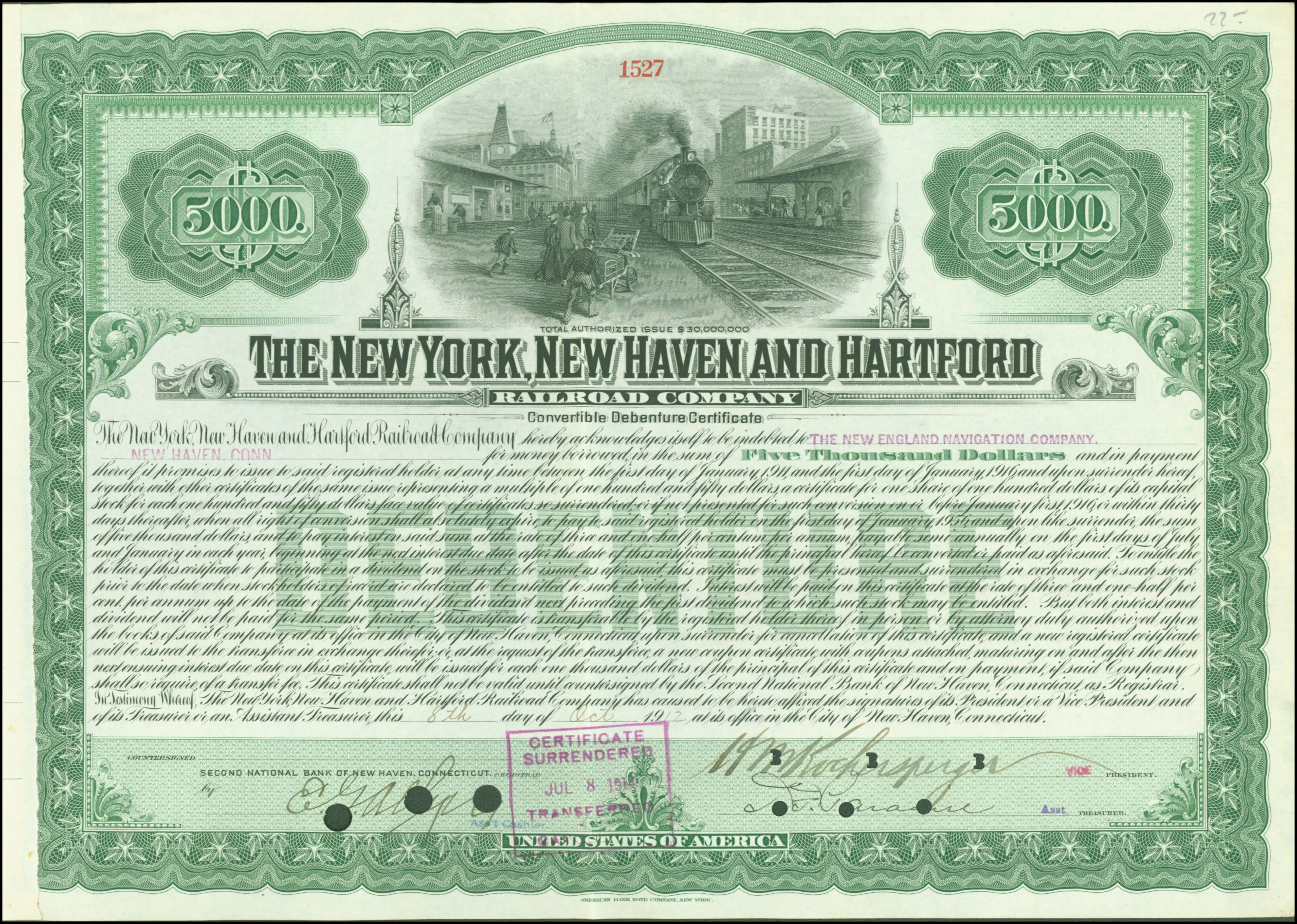
Obligation du New York, New Haven and Hartford Railroad Company en date du 8 octobre 1912

Des investisseurs new-yorkais menés par J.P. Morgan prirent le contrôle du New Haven en 1903, et nommèrent Charles S. Mellen comme président. Morgan et Mellen achevèrent de monopoliser les transports dans le sud de la Nouvelle-Angleterre en rachetant une centaine de chemins de fer, des bateaux à vapeur, ainsi que des lignes de trolleybus. En 1929, le réseau atteignit son maximum avec 3 429 km de voies. D'importantes améliorations du réseau furent effectuées durant les années Mellen, incluant l'électrification entre New York et New Haven. Morgan et Mellen allèrent plus loin et tentèrent d'acquérir ou de neutraliser les concurrents présents en Nouvelle-Angleterre, comme le Boston and Albany du New York Central, le Rutland Railroad, le Maine Central Railroad, et le Boston and Maine Railroad. L'expansion de Morgan-Mellen laissa une compagnie sur-développée et financièrement affaiblie.
Lors de la Grande Dépression, le New Haven fit banqueroute en 1935, et resta sous administrateur judiciaire jusqu'en 1947.

### Le déclin
Après 1951, le service voyageur ainsi que le service marchandise perdaient tous les deux de l'argent. L'expansion du New Haven finit par donner un réseau constitué de nombreuses lignes peu fréquentées; la compagnie ne pouvait plus assurer ni la maintenance ni les coûts d'exploitation. Le trafic marchandise se faisait sur des distances si courtes, que les coûts engendrés par les nombreux triages empêchaient toute rentabilité. Le New Haven avait des services de trains de banlieue à New York et Boston (tout comme le New Haven, Hartford and Providence), mais ils perdaient toujours de l'argent et ne proposaient que 2 dessertes par jour au moment des heures d'affluence. La mort du New Haven paraissait scellée par la construction de l'autoroute à péage Connecticut Turnpike, ainsi que d'autres autoroutes. Après des décennies d'investissements inappropriés, le New Haven ne pouvait plus lutter contre l'automobile et les camions.
En 1954, le turbulent Patrick B. McGinnis lança un raid contre le président actuel Frederic C. Dumaine Junior, en promettant aux actionnaires de leur donner un plus gros dividende. McGinnis gagna le contrôle du NH, et nomma comme vice-président son ami de longue date Arthur V. McGowan. Pour atteindre ses nombreux objectifs financiers, McGinnis interrompit la maintenance. Il dépensa de l'argent pour créer une nouvelle image plus voyante de la compagnie : le logo à la calligraphie dorée sur fond vert fut transformé en un carré noir orange et blanc. Après seulement 22 mois, il laissa le NH financièrement exsangue ; la situation fut aggravée par les dommages causés par l'ouragan de 1955. En 1959, le NH arrêta son service voyageur sur le réseau du Old Colony dans le sud-est du Massachusetts. Malgré d'autres économies, le NH fit à nouveau banqueroute le 2 juillet 1961.
Sous la pression de l'Interstate Commerce Commission (ICC), le NH fut intégré au Penn Central le 31 décembre 1968. La société exista jusque dans les années 1970 pour permettre au fondé de pouvoir de recevoir le règlement du NH par le Penn Central.
Le 28 août 1980, la justice approuva le plan de réorganisation du New York, New Haven and Hartford Railroad qui passa sous le contrôle de l'American Financial Enterprises Inc. Cela mit un terme aux 108 ans d'existence du NH, 19 ans après sa seconde banqueroute. Au milieu des années 1990, American Financial Enterprises devint le plus gros actionnaire du Penn Central en contrôlant 32 % des actions.

### Le devenir des lignes de l'ex NH
En 1976 après la faillite du Penn Central, une importante portion de la ligne principale du New Haven située entre New York et Boston fut transférée à l'Amtrak. Il constitue depuis une importante portion électrifiée du Northeast Corridor, recevant l'Acela Express et d'autres trains régionaux. La ligne située entre New Rochelle, NY et New Haven, Connecticut, appartient au MTA lorsqu'elle traverse l'État de New York, et à l'État du Connecticut pour le reste; elle est utilisée par le Metro-North Railroad et le Shore Line East jusqu'à New London (Connecticut). La ligne Providence/Stoughton du MBTA est utilisée par des trains de banlieue entre Providence (Rhode Island) et la gare de South Station à Boston.
L’État du Connecticut fait souvent allusion au New Haven dans ses projets de modernisation des transports; de nombreuses machines du Metro-North Railroad sont peintes dans la livrée de l'époque McGinnis, où le familier logo "NH" fit son apparition massive sur les gares et les voitures de voyageurs.

## Les chemins de fer intégrés au NH

### Harlem River
Le Harlem River and Port Chester Railroad fut la première compagnie louée par le tout récent New Haven. Créé en 1866, il fut loué dès le 1er octobre 1873, mais ne commença à circuler qu'en fin d'année. Partant de New Rochelle, il permettait de connecter le New Haven au Bronx de New York. À l'origine ce n'était qu'un embranchement, mais grâce à l'ouverture en 1916 du New York Connecting Railroad et de son fameux pont Hell Gate Bridge, il devint un axe majeur.

### New York, Westchester and Boston
Cette compagnie était une filiale du New Haven qui commença son exploitation en 1912. Elle exploitait une ligne électrifiée à voies multiples entre Harlem River Terminal dans le Bronx et White Plains, New York, avec un embranchement vers Port Chester, NY. Construit selon les plus hauts standards de l'époque, ce chemin de fer perdait constamment de l'argent, car il desservait une région peu peuplée. L'exploitation prit fin le 31 décembre 1937, et la ligne fut arrachée au début de la Seconde Guerre mondiale.
La partie sud de la ligne existe toujours entre Dyre Avenue et la 180e rue à l'est; elle fut rachetée par la ville de New York pour offrir à ces quartiers résidentiels une ligne de métro directe vers Manhattan.

### Air Line
Le New Haven, Middletown and Willimantic Railroad (NHM&W) ouvrit en 1873 en tant que section du Boston, Hartford and Erie Railroad (BH&E). Il reliait les villes de New Haven, Middletown (Connecticut) et Willimantic (Connecticut) où il se connectait au BH&E. Ce dernier fit faillite dès 1873, et prit le nom de New York and New England Railroad, mais le NHM&W qui resta séparé fit à son tour faillite en 1875. Il fut alors réorganisé en Boston and New York Air Line Railroad et exploité par le NH en 1879.

### Connecticut Valley
Le New Haven prit le contrôle du Hartford and Connecticut Valley Railroad (H&CV) en 1882. Ce dernier reliait Hartford (Connecticut), Middletown (Connecticut) et Old Saybrook où il se connectait au Shore Line Railway. Le H&CV ouvrit en 1871 sous le nom de Connecticut Valley Railroad. La ligne se poursuivait au nord jusqu'à Springfield, Massachusetts grâce au Connecticut Central Railroad qui fit partie plus tard du New York and New England Railroad. En 1880, le Connecticut Valley devint le Hartford and Connecticut Valley.

### New Canaan
Le Stamford and New Canaan Railroad était un embranchement du New Haven reliant Stamford, Connecticut à New Canaan, Connecticut. Il fut créé en 1866 sous le nom de New Canaan Railroad, et ouvrit en 1868. Il fut ensuite réorganisé et rebaptisé en 1883, et loué par le New Haven le 1er octobre 1884.

### Naugatuck
Le New Haven loua le Naugatuck Railroad le 1er avril 1887. Cette ligne partait de Naugatuck Junction (près de Stratford (Connecticut)) sur la ligne du New York New Haven, traversait Waterbury (Connecticut), avant de rejoindre Winsted (Connecticut) où il se connectait au Central New England Railway. La ligne fut créée en 1848, et ouvrit en 1849.

### New Haven and Northampton
Ce chemin de fer construit à côté du Farmington Canal, allait de New Haven à Northampton (Massachusetts), et se connectait au Troy and Greenfield Railroad appartenant au Fitchburg Railroad. Peu après son ouverture il fut loué par le New York and New Haven; il obtint la ligne vers Plainville (Connecticut) en 1848, puis l'extension vers Granby (Connecticut) en 1850. Les locations expirèrent en 1869, et le chemin de fer resta indépendant jusqu'au 1er avril 1887, et fut à nouveau loué par le New Haven.

### New York, Providence and Boston
Cette compagnie prolongeait le Shore Line Railway de New London à Providence, Rhode Island. Il fut créé en 1832 et ouvrit en 1837. Le New Haven le loua en 1892, puis le fusionna le 13 février 1893.

### Housatonic
Il fut créé en 1836 et ouvrit en 1842. Il se détachait de la ligne du New Haven à Bridgeport (Connecticut), passait à l'est de Danbury (Connecticut), et arrivait à West Stockbridge, Massachusetts. Le Housatonic loua en 1887 le Danbury and Norwalk Railroad (ouvert en 1852), qui reliait Danbury à Norwalk (Connecticut) où se trouvait le New Haven. Il loua aussi en 1889 le New Haven and Derby Railroad (ouvert en 1871-1888). Le 1er juillet 1892, le New Haven loua le Housatonic ce qui lui apporta toutes les lignes nord-sud de l'ouest du Connecticut.

### Providence and Worcester
Il fut créé en 1844, et ouvrit en 1847. Il reliait Providence, Rhode Island à Worcester, Massachusetts. Il fut loué lui aussi le 1er juillet 1892.

### Old Colony
À l'origine, le Boston and Providence ouvrit en 1834-1835, puis fut loué en 1888 par le Old Colony dont la ligne principale fut ouverte en 1845. Le New Haven loua le 1er mars 1893 l'important réseau du Old Colony qui s'étendait dans tout le sud-est du Massachusetts, et reliait également Boston grâce au Boston and Providence.

### New York and New England
Le New York and New England Railroad après bien des réorganisations finit par adopter le nom de New England Railroad. Il traversait le Connecticut d'est en ouest pour relier Boston, Massachusetts et Providence, Rhode Island au fleuve Hudson, New York. Le New Haven loua la compagnie le 1er juillet 1898. Les premiers tronçons furent ouverts en 1849 par le Norfolk County Railroad et le Hartford Providence and Fishkill Railroad. La construction des nouvelles lignes progressa très lentement.

### Shepaug, Litchfield and Northern
Cette compagnie du Connecticut qui reliait Danbury à Litchfield, fut louée par le NH le 1er juillet 1898. Créé initialement en 1868 sous le nom de Shepaug Valley Railroad, il ouvrit en 1872; puis il devint Shepaug Railroad en 1873, et enfin Shepaug, Litchfield and Northern en 1887.

### Meriden, Waterbury and Connecticut River
Cette ligne reliait Waterbury à Cromwell, situé au nord de Middletown sur le fleuve Connecticut. À l'origine, le Meriden Waterbury and Connecticut River Railroad (MW&CR) fut constitué en 1888 à la suite de la consolidation du Meriden and Cromwell Railroad (ouvert en 1885) et du Meriden and Waterbury Railroad (ouvert en 1888). Le New York and New England Railroad loua le MW&CR en 1892 via une connexion à Waterbury. Mais le MW&CR fit rapidement faillite et fut réorganisé sous le nom de Middletown, Meriden and Waterbury Railroad en octobre 1898; il fut loué par le NH dès le 1er novembre 1898. Cette ligne périclita et ne proposa plus qu'un service de tramway interurbain. Puis elle fut la première de la région à être abandonnée.

### Central New England
Il fut la dernière acquisition du NH en 1904. La ligne principale reliait Hartford à Springfield, et incluait le Poughkeepsie Bridge, permettant de traverser l'Hudson à partir de 1888. La première section fut ouverte en 1871 sous le nom de Connecticut Western Railroad, puis elle connut plusieurs réorganisations avant de parvenir à son état final.

### New York Connecting
Il fut créé en 1892 et ouvrit en 1916 pour connecter le Harlem River and Port Chester Railroad (filiale du NH) au Pennsylvania Tunnel and Terminal Railroad (filiale du Pennsylvania Railroad) donnant accès à la gare de Penn Station et aux tunnels sous l'Hudson. Il appartenait à parts égales au NH et au Pennsylvania Railroad.

## Les trains en exploitation
- Le service voyageur était assuré entre New York (Grand Central Terminal) et Boston (South Station) approximativement toutes les heures.
- Des trains de voyageurs (4 de jours et 1 de nuit appelé The Federal) circulaient entre Washington et New York (Penn Station) via le Pennsylvania Railroad, puis vers Boston.
- Le service voyageur entre New York (Grand Central Terminal), Hartford, et Springfield avait lieu approximativement toutes les heures.
- Le service de banlieue partait de New York pour desservir New Rochelle, Stamford, New Cannan, Danbury (et de là vers Pittsfield (Massachusetts)), Bridgeport, New Haven, Waterbury (et de là vers Hartford). Le service de banlieue partant de Boston utilisait le réseau du Old Colony pour desservir Greenbrush, Plymouth, Brockton/Campello, Middleboro, Hyannis/Woods Hole sur la péninsule de Cape Cod, Fall River, Newport (Rhode Island), New Bedford et Providence, Woonsocket (Rhode Island), Needham Heights, West Medway et Dedham (Massachusetts).
- Les principaux triages de marchandises se trouvaient à South Boston, Taunton, Fall River, New Bedford, Providence, Worcester, Springfield, Hartford, Waterbury, New Haven (avec son important triage à butte de Cedar Hill), Maybrook (avec un autre triage à butte et une zone de connexion vers l'ouest), Harlem River au nord de New York, et Bay Ridge à Brooklyn (où des connexions avaient lieu avec le Pennsylvania Railroadet d'autres chemins de fer du New Jersey, via des barges.
- De nombreux trains de fret circulaient la nuit entre New York ou Maybrook et Cedar Hill, puis vers Boston. D'autres trains de marchandises desservaient les triages cités ci-dessus, ainsi que State Line (connexion avec le New York Central), Brockton, Framingham et Lowell (Massachusetts) (connexion avec le Boston and Maine pour atteindre Taunton, New Bedford et Fall River).

Concernant les trains de voyageurs, le New Haven introduisit précocement l'usage des voitures restaurants et voitures parloirs durant l'époque de la vapeur, et encore davantage lors de la dieselisation.
Outre de nombreuses innovations et expérimentations, le NH fut un pionnier américain dans les divers domaines suivants: 
- Les streamliners: avec The Comet, rame automotrice de 3 caisses, à moteur diesel électrique, construite par Good Year Zepplin en 1935, et circulant entre Boston et Providence.
- L'utilisation aux États-Unis des automotrices DMU (Diesel Multiple Unit) : avec les RDC (Rail Diesel Car) de 1949 à 1962, et les rames Roger Williams de 1956, toutes construites par Budd.
- L'usage des trains en aluminium : comme le Dan'l Webster, constitué de neuf voitures raccourcies et articulées entre elles, construites par Pullman pour relier New York à Boston.
- L'expérimentation de train pendulaire articulé du type Talgo : avec le John Quincy Adams, construit par American Car and Foundry pour relier New York à Boston.
- L'utilisation de bus adaptés aux rails

D'autres trains de voyageurs incluaient : 
The Bankers (entre New York et Springfield), 
The Bay State (entre New York et Boston), 
The Berkshires (entre New York et Pittsfield), 
The Bostonian (entre New York et Boston), 
The Colonial (entre New York et Philadelphie), 
The Commander (entre New York et Boston), 
The Day Cape Codder (entre New York et Hyannis/Woods Hole), 
The Day White Mountains (entre New York et Berlin -New Hampshire- via le Boston and Maine Railroad), 
The Federal (entre New York et Philadelphie), 
The Forty-Second Street (entre New York et Boston), 
The Gilt Edge (entre New York et Boston), 
The Hell Gate Express (entre New York et Boston), 
The Merchants Limited (entre New York et Boston), 
The Montrealer (entre New York et Montréal), 
The Murray Hill (entre New York et Boston), 
The Narragansett (entre New York et Boston), 
The Nathan Hale (entre New York et Springfield), 
The Naugatuck (entre New York et Winsted), 
The New Yorker (entre New York et Boston), 
The Night Cap (entre New York et Stamford -Connecticut-), 
The Owl (entre New York et Boston), 
The Patriot (entre New York et Philadelphie), 
The Pilgrim (entre New York et Philadelphie), 
The Puritan (entre New York et Boston), 
The Quaker (entre New York et Philadelphie), 
The Senator (entre New York et Philadelphie), 
The Shoreliner (entre New York et Boston), 
The State of Maine (entre New York et Portland -Maine- via le Boston and Maine Railroad), 
The Washingtonian (entre Montréal et Washington. En coopération avec le Pennsylvania Railroad, le Canadian National, le Central Vermont Railway et le B&M), 
The William Penn (entre New York et Philadelphie), et 
The Yankee Clipper (entre New York et Boston).
Son expérimentation la plus audacieuse fut probablement le Train Turbo produit par United Aircraft, lequel avec la suspension pendulaire, ses turbines à gaz, et ses caisses allégées, tenta de révolutionner les voyages de moyennes distances aux États-Unis. Le turbo Train décrocha le record de vitesse sur rail avec 273,5 km/h en 1968. Le New Haven fit faillite au moment où le turbo train allait être mis en circulation. Ce fut son successeur le Penn Central (et plus tard l'Amtrak), ainsi que le Canadien National qui l'exploitèrent de 1968 jusqu'en 1980.

### Sources
- "Railroad History Database"
- Edward Appleton, Massachusetts Railway Commissioner, History of the Railways of Massachusetts(1871)
- Philip C. Blakeslee, "A Brief History Lines West Of The New York, New Haven and Hartford Railroad Co." (1953)
- Swanberg, J.W. (1988). New Haven Power 1838-1968: Steam, Diesel, Electric, Mu's, Trolleys, Motor Cars, Buses, & Boats. Medina: Alvin F. Staufer.  (ISBN 1-112-89975-8).